# Madagascar Airlines
Madagascar Airlines (ehemals Air Madagascar) ist die staatliche Fluggesellschaft Madagaskars mit Sitz in Antananarivo und Basis auf dem Flughafen Antananarivo.

## Geschichte

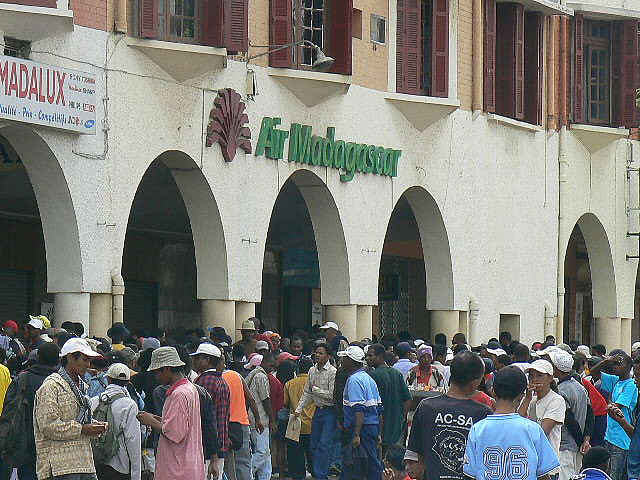
Sitz der Air Madagascar

Die Airline wurde am 1. Januar 1962 als Madair gegründet. Der Flugbetrieb wurde am 14. Oktober desselben Jahres, jedoch bereits mit dem heutigen Namen Air Madagascar, aufgenommen. Die Gründer der Fluggesellschaft waren der madagassische Staat sowie Air France. Der Betrieb der Fluggesellschaft florierte bis in die 1990er Jahre, auch eine Boeing 747 war eingesetzt.
Nach einer Krise ab dem Jahr 2000 wurde 2002 die Fluggesellschaft unter der Führung der Lufthansa-Tochter Lufthansa Consulting GmbH erfolgreich restrukturiert und in die Profitabilität zurückgeführt. Hauptbestandteile dieser Restrukturierung waren die Entschuldung der nicht mehr betriebsfähigen Gesellschaft, eine neue Flottenpolitik, sowie 2004 ein vollständiges Rebranding, bei dem auch ein neues Corporate Design sowie ein neues Logo eingeführt wurde.
Im April 2011 wurden die beiden Boeing 767-300ER der Air Madagascar auf Grund von Sicherheitsmängeln in die Liste der Betriebsuntersagungen für den Luftraum der Europäischen Union aufgenommen. Beide Maschinen wurden zwischenzeitlich ausgemustert.
Die Fluggesellschaft gehört zu 89,56 % dem madagassischen Staat, 6,95 % der Anteile sind in privater Hand und Air France besitzt 3,48 %.
Die Staatsairline ist für die Instandhaltung und den Flugbetrieb des Präsidentialjets verantwortlich. Es handelt sich dabei um eine Boeing 737-300, eine Maschine, die vormals bei Lauda Air im Dienst war und dann mit einer VIP-Ausstattung umgerüstet wurde. Ende 2008 sollte ein Wechsel stattfinden und der inzwischen abgesetzte Staatspräsident Marc Ravalomanana sollte in Zukunft mit einer Boeing 737-700 fliegen. Dieser Plan war einer der Gründe des Regierungsumsturzes von 2009.
Am 19. März 2015 bestellte Air Madagascar drei ATR 72-600. Diese werden voraussichtlich 2017 ausgeliefert. Außerdem werden zwei ATR 72-600 von Elix Aviation Capital geleast, von denen eine noch am selben Tag ausgeliefert wurde.
Air Madagascar verfügt auf dem Flughafen Antananarivo über eine große Instandhaltungs-Division. Hier werden Wartungs-, Inspektions- und Instandsetzungsarbeiten der eigenen Flotte sowie Fremdarbeiten für Dritte durchgeführt. Air Madagascars Flugzeugtechnik ist nach PART 145 zertifiziert.

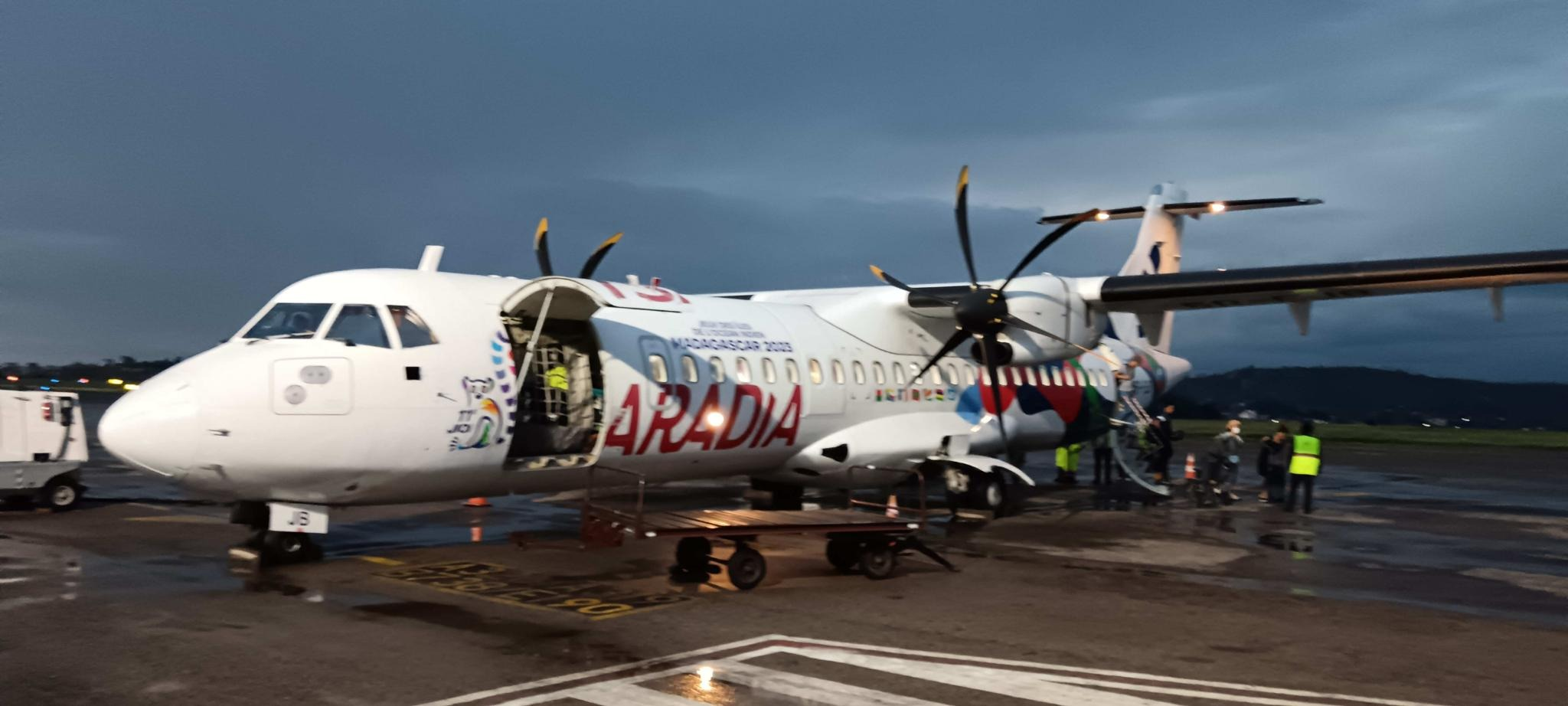
ATR 72 der Madagascar Airlines in den Farben der Tsaradia (11/2023)

Die Flugzeuge von ATR sind nach wie vor in den Farben der Tsaradia, der ehemaligen Regionaltochter der Air Madagascar, wie die Gesellschaft bis 2021 hieß, lackiert.
Im Jahr 2017 wurde die Auslagerung aller nationalen Verbindungen und Maschinen der Typen ATR72-500, ATR72-600 und DHC 6-300 an die 100%ige Tochtergesellschaft Tsaradia angekündigt. Sie hat im April 2018 den Betrieb aufgenommen.
Von November 2017 bis Juli 2020 hielt Air Austral 49 Prozent der Anteile an Air Madagascar. Im Februar 2018 wurde ein umfangreiches Sanierungsprogramm und Neuausrichtung für die Fluggesellschaft angekündigt.
Im Oktober 2021 wurde Air Madagascar, die unter Konkursverwaltung steht, mit ihrer Tochtergesellschaft Tsaradia fusioniert, um neu zu starten und zu Madagascar Airlines zu werden. Am 17. April 2023 wurde bekannt gegeben, dass Madagascar Airlines ihr AOC erhalten hat und nun als eigenständiges nationales Unternehmen operieren wird.
Die seit 2022 in finanzielle Schieflage geratene Fluggesellschaft wurde Ende 2023 durch eine Finanzspritze des madagassischen Staates und der Weltbank vorerst vor der Insolvenz gerettet.

## Flugziele
Air Madagascar bedient von Antananarivo nur nationale Destinationen. Früher wurde auch noch Ziele in Europa angeflogen, jedoch aufgrund der finanziellen Schieflage nicht mehr.

## Flotte

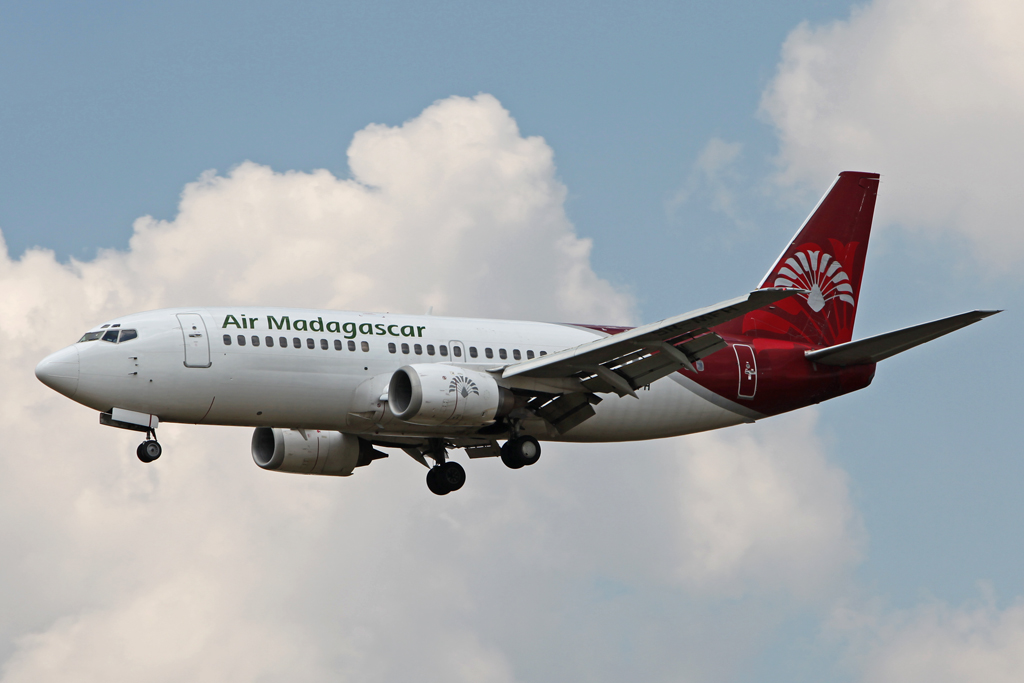
Boeing 737-300 der Air Madagascar

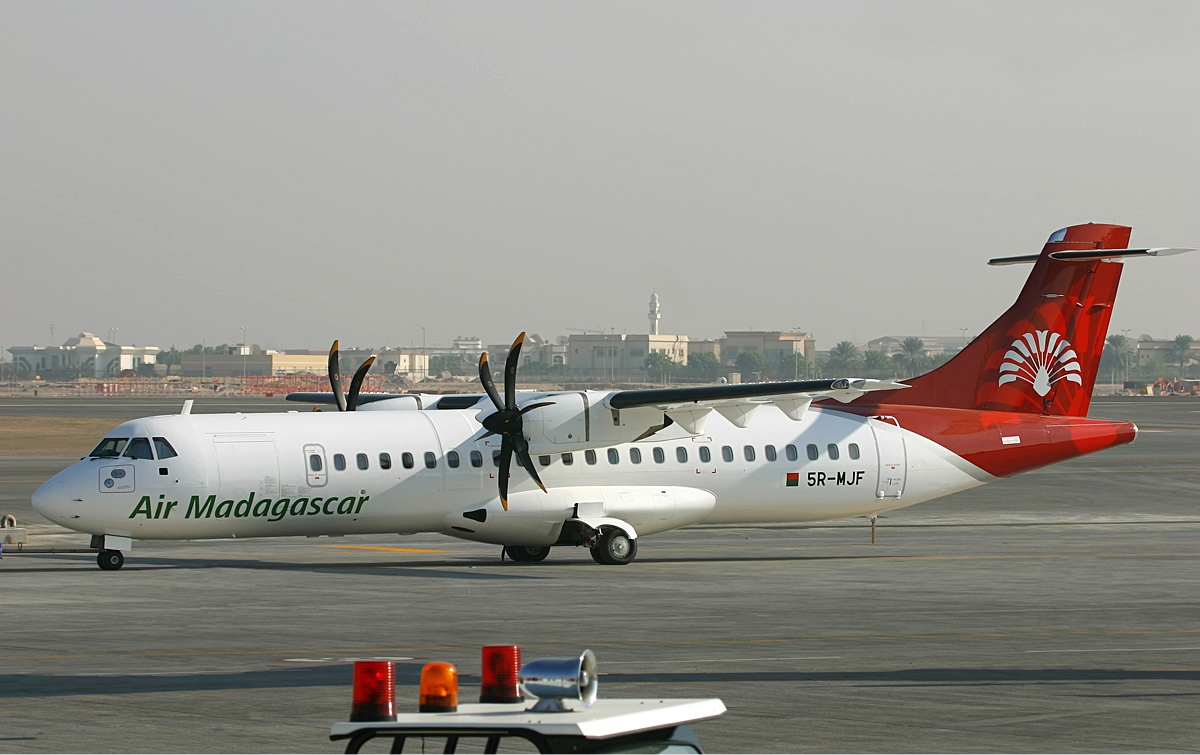
ATR 72-500 der Air Madagascar

### Aktuelle Flotte
Mit Stand April 2023 besteht die Flotte der Air Madagascar aus acht Flugzeugen mit einem Durchschnittsalter von 19,3 Jahren:
| Flugzeugtyp     | Anzahl | bestellt | Anmerkungen  | Sitzplätze      |
| --------------- | ------ | -------- | ------------ | --------------- |
| Airbus A340-300 | 1      |          | inaktiv      | 275 (30/21/224) |
| ATR 42-300      | 1      |          |              | 49 (-/-/49)     |
| ATR 72-500      | 4      |          | eine inaktiv | 70 (-/8/62)     |
| ATR 72-600      | 2      |          |              | 70 (-/8/62)     |
| Gesamt          | 8      | -        |              |                 |

### Ehemalige Flugzeugtypen
Zuvor betrieb Air Madagascar folgende Flugzeugtypen:
- ATR 42-300
- Boeing 707
- Boeing 737 (737-200, 737-300, 737-800)
- Boeing 747
- Boeing 767-300ER
- Douglas DC-3/C-47
- Douglas DC-4
- Hawker Siddeley HS 748
- Nord 262

## Zwischenfälle
- Am 19. Juli 1967 gelang es den Piloten einer Douglas DC-4-1009 der Air Madagascar (Luftfahrzeugkennzeichen 5R-MAD) nach dem Abheben vom Flughafen Antananarivo (Madagascar) nicht, ausreichend Höhe zu gewinnen. Das Flugzeug berührte 720 Meter hinter dem Startbahnende den Boden, stieg wieder leicht und schlug weitere 500 Meter dahinter auf. Von den 77 Insassen kamen 42 ums Leben, drei Besatzungsmitglieder und 39 Passagiere.[13]

- Am 24. Juli 1981 wurde eine de Havilland Canada DHC-6-300 Twin Otter der Air Madagascar (5R-MGB) nach dem Abflug nordöstlich des Flughafens Maroantsetra (Madagaskar) gegen einen Berg geflogen. Bei diesem CFIT (Controlled flight into terrain) wurden alle 19 Insassen getötet, beide Besatzungsmitglieder und 17 Passagiere.[14]

## Trivia
- Das Logo stellt stilisiert die in Madagaskar endemische Pflanzenart Ravenala madascariensis (Baum der Reisenden) dar. Dieser gilt als Wappenbaum Madagaskars.

## Belege
1. ↑  airliners.de – EU legt neue «Schwarze Liste» vor (englisch) 19. April 2011
2. ↑  atraircraft.com – Air Madagascar brings the ATR 72-600 into its fleet, 19. März 2015 (englisch) abgerufen am 17. April 2015
3. ↑  Madagascar Airlines devient officiellement la compagnie nationale malagasy. In: madagascar-tribune.com. 18. April 2023, abgerufen am 30. Dezember 2023 (französisch).
4. ↑  Air Madagascar names nascent domestic unit Tsaradia. ch-aviation, 20. Dezember 2017.
5. 1 2  Air Austral verpasst Air Madagascar neue Strategie. Aerotelegraph, 13. Februar 2018.
6. ↑  Air Austral et Air Madagascar se séparent. Le Point, 24. Juli 2020.
7. ↑  Madagascar Airlines devient officiellement la compagnie nationale malagasy. In: madagascar-tribune.com. 18. April 2023, abgerufen am 19. April 2023 (französisch).
8. ↑  World Bank funds Madagascar Airlines’ recovery. Travelnews, 5. Dezember 2023.
9. ↑  Destinationen der Air Madagascar (englisch) abgerufen am 17. März 
2018
10. ↑  Air Madagascar Fleet Details and History. In: planspotters.net. 27. April 2023, abgerufen am 3. Mai 2023 (englisch).
11. ↑  Ulrich Klee, Frank Bucher et al.: jp airline-fleets international. Zürich-Airport 1966 bis 2007
12. ↑  Ulrich Klee, Frank Bucher et al.: jp airline-fleets international. Sutton, UK, 2008–2013.
13. ↑  Flugunfalldaten und -bericht DC-4 5R-MAD  im Aviation Safety Network (englisch), abgerufen am 14. August 2021.
14. ↑  Flugunfalldaten und -bericht DHC-6 5R-MGB  im Aviation Safety Network (englisch), abgerufen am 20. Oktober 2023.